# SSC Tuatara
Der SSC Tuatara (benannt nach der in Neuseeland lebenden Brückenechse, maorisch tuatara „stacheliger Rücken“) ist ein Supersportwagen von SSC North America. Einziger Grund, den Wagen zu bauen, war laut Hersteller, einen neuen Höchstgeschwindigkeitsrekord für zugelassene Serienfahrzeuge aufzustellen.
Insgesamt sollen 210 Tuatara in Serie produziert werden, zehn Fahrzeuge entfallen auf die Rennstreckenversion Aggressor. Der Basispreis soll bei 1,625 Mio. US-Dollar liegen.

## Technische Daten
Der cW-Wert des Wagens beträgt 0,279.
|                            | Tuatara                    |
| Motorkenndaten             |                            |
| Motortyp                   | BiTurbo V8-Ottomotor       |
| Hubraum                    | 5941 cm³                   |
| max. Leistung bei min−1    | 1.305 kW (1.774 PS) / 8800 |
| max. Drehmoment bei min−1  | 1413 Nm / 6800             |
| Kraftübertragung           |                            |
| Antrieb                    | Hinterradantrieb           |
| Getriebe, serienmäßig      | 7-Gang-Schaltgetriebe      |
| Messwerte                  |                            |
| Höchstgeschwindigkeit      | 475 km/h                   |
| Beschleunigung, 0–100 km/h | 2,5 s                      |

Der eigens entwickelte V8-Biturbo mit 5,9 Liter Hubraum leistet in der Grundausstattung 1.007 kW (1.369 PS), jedoch sind laut Hersteller mit E85-Kraftstoff bis zu 1.305 kW (1.774 PS) möglich.
Es werden Michelin Pilot Sport Cup 2s-Reifen verwendet.

## Geschwindigkeitsrekord

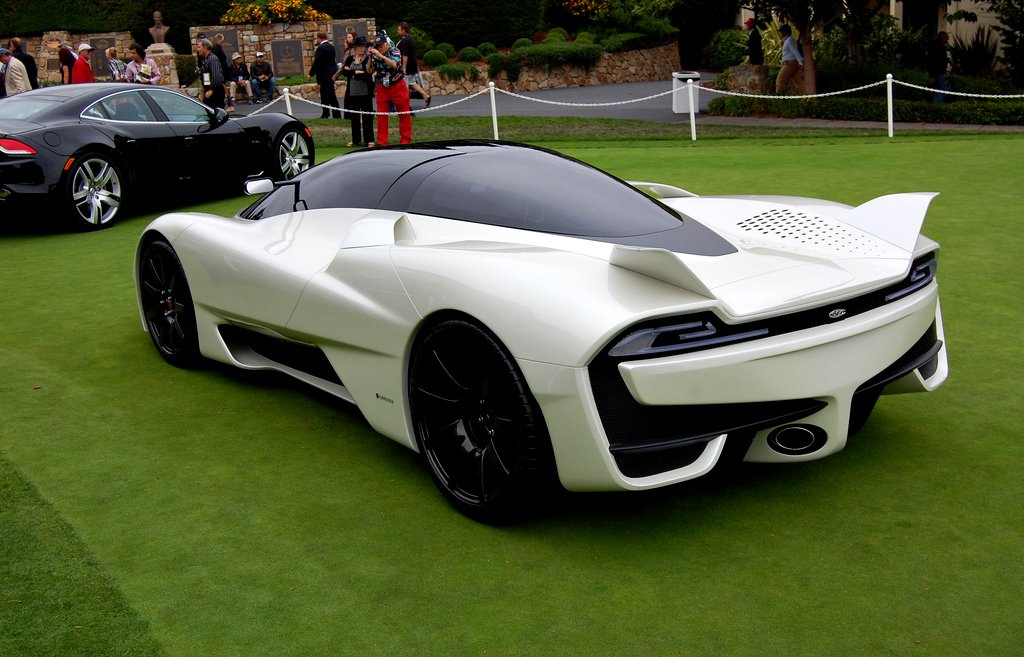
SSC Tuatara concept

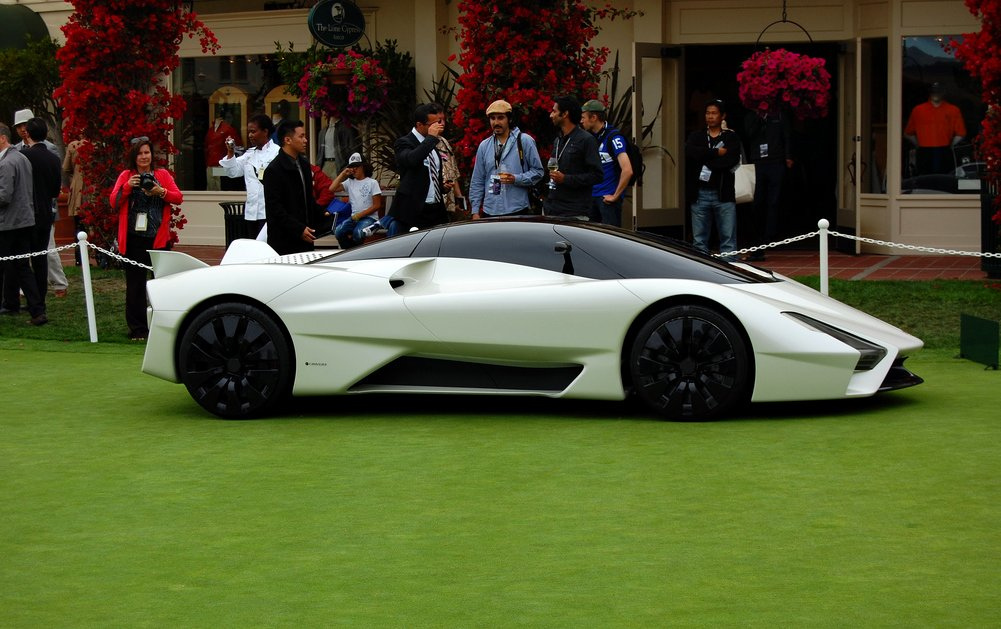
SSC Tuatara Seitenansicht

Der Tuatara soll im Oktober 2020 einen neuen Höchstgeschwindigkeitsrekord für zugelassene Serienfahrzeuge aufgestellt haben.
SSC North America stellte mit dem SSC Aero 2007 bereits den Rekordträger, mit einer Höchstgeschwindigkeit von 412 km/h. Drei Jahre später erreichte der Bugatti Veyron 16.4 Super Sport eine Höchstgeschwindigkeit von 431,072 km/h. Das war ein nicht abgeregelter Bugatti 16.4 Super Sport – die Serienwagen sind bei 415 km/h abgeregelt.
Ein Serienfahrzeug des Tuatara soll im Oktober 2020 schließlich bei einer Testfahrt auf einer abgesperrten öffentlichen Straße in Nevada eine durchschnittliche Höchstgeschwindigkeit von 508,73 km/h erreicht und damit den Rekord eines Koenigsegg Agera RS aus dem Jahr 2017 gebrochen haben. Da für den offiziellen Geschwindigkeitsrekord die Fahrt in beide Richtungen absolviert werden muss, wurde dieser Wert als Rekordwert verzeichnet und nicht die 532,93 km/h, die das Fahrzeug maximal erreicht haben soll. Deshalb gelten die 490,48 km/h im September 2019 eines Bugatti Chiron Super Sport 300+ auch nicht als der vorherige Rekordwert, da hier die Geschwindigkeit nur in eine Richtung gefahren wurde.
Später gab der Hersteller allerdings bekannt, dass die Rekordangaben nicht der Wahrheit entsprechen. Bereits wenige Tage nach der Veröffentlichung des Rekordes schien es, dass die angezeigte Geschwindigkeit einer Analyse des Videos widerspricht. Des Weiteren teilte Dewetron, der Hersteller der während des Rekordversuchs eingesetzten Messeinrichtung, mit, dass er keinerlei Daten von SSC North America validiert (für gültig erklärt) oder genehmigt habe, obwohl SSC es behauptet hatte.
Im Januar 2021 wurde ein erneuter Rekordversuch unternommen. Dabei erreichte der Tuatara maximal 460,1 km/h und im Mittel 455,3 km/h. Der Rekord des Agera RS wurde damit übertroffen. Die Fahrt fand in zwei Richtungen, aber nicht auf einer öffentlichen Straße statt, weshalb Guinness World Records die Bestmarke bisher nicht bestätigte. Im Mai 2022 fand eine weitere Rekordfahrt statt. Dabei wurde in eine Richtung eine Höchstgeschwindigkeit von 474,8 km/h erreicht.